# جوليانو أورباني
جوليانو أورباني (بالإيطالية: Giuliano Urbani)‏ هو صحفي وسياسي إيطالي، ولد في 9 يونيو 1937 في بيروجيا في إيطاليا. حزبياً، نشط في فورزا إيطاليا. وقد انتخب وزير دون حقيبة للإدارة العامة ‏ (11 مايو 1994 – 16 يناير 1995) وانتخب Minister of Cultural Heritage and Activities ‏ (11 يونيو 2001 – 23 أبريل 2005) وانتخب عضو مجلس النواب في الجمهورية الإيطالية.